# Пластюки
Пластюки́ — село в Україні, у Грунській сільській громаді Охтирського району Сумської області. Населення становить 27 осіб. Колишній орган місцевого самоврядування — Рибальська сільська рада.

## Географія
Село Пластюки знаходиться на лівому березі річки Грунь, вище за течією на відстані 1 км розташоване село Гнилиця, нижче за течією на відстані 2,5 км розташоване село Грунь. На відстані 1 км розташоване село Бідани.

## Історія
12 червня 2020 року, відповідно до розпорядження Кабінету Міністрів України № 723-р «Про визначення адміністративних центрів та затвердження територій територіальних громад Сумської області», село увійшло до складу Грунської сільської громади.
19 липня 2020 року, в результаті адміністративно-територіальної реформи та ліквідації Охтирського району(1923-2020), громада увійшла до складу новоутвореного Охтирського району.

## Населення

### Мова
Розподіл населення за рідною мовою за даними перепису 2001 року:
| Мова       | Кількість | Відсоток |
| ---------- | --------- | -------- |
| українська | 24        | 88.89%   |
| російська  | 3         | 11.11%   |
| Усього     | 27        | 100%     |